# Megtermékenyülés

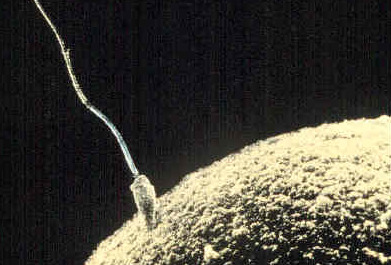
A hímivarsejt (spermium) és női ivarsejt (petesejt) összeolvadásának pillanata embereknél.

A  megtermékenyülés az a pillanat, amikor a gaméták összeolvadnak és megteremtik a kiindulási alapot egy új élet kialakulásához.  A gerinceseknél, így az embernél is, a megtermékenyülés a férfi és a női ivarsejt összeolvadása során következik be, ami után megkezdődik a magzat egyedfejlődése. Egyes fajoknál a megtermékenyülés az anya testén kívül is bekövetkezhet. A megtermékenyülés nem keverendő a fogantatással, mert a fogantatás az a pilllanat amikor a blasztociszta beépül az méhfalba.

## Megtermékenyülés az embereknél
Amikor a megtermékenyülés megtörténik az petesejtben.

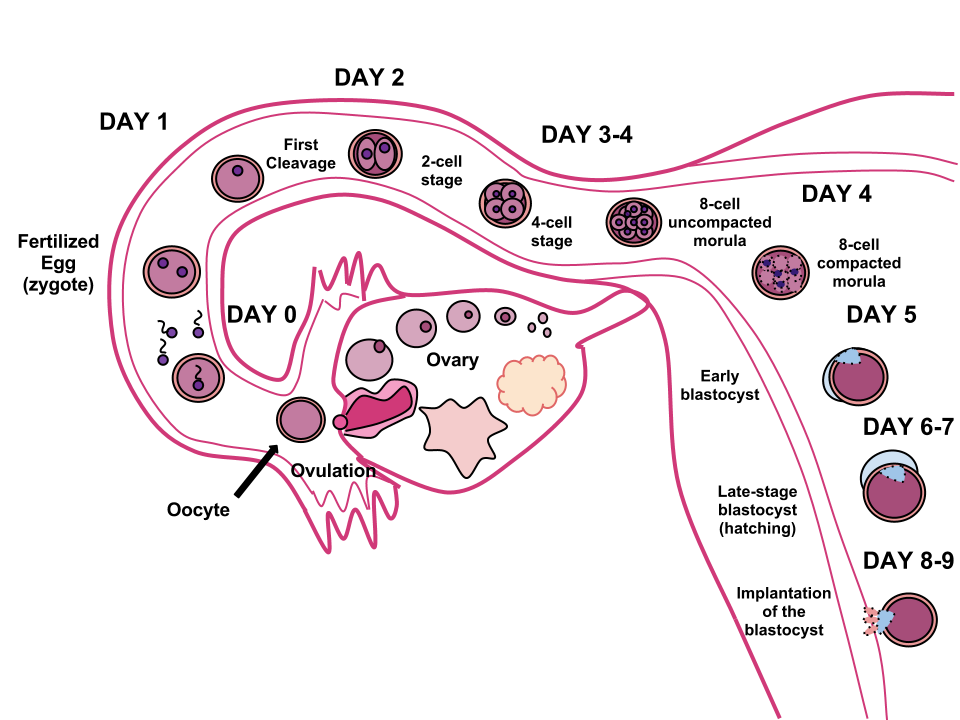
Megtermékenyülés embereknél: a spermium és a petesejt egyesülése után megkezdődik a zigóta fejlődése, amely általában 8-9 nap múlva beágyazódik a méh falába.

Az embereknél a megtermékenyülés mellett használják még a fogantatás kifejezést is, ami vitákhoz vezethet. A "fogantatás" kifejezésbe egyesek belemagyarázták a megtermékenyült petesejt vagy a fejlődő embrió beágyazódását a méhbe. A megtermékenyülésre általában a petevezetékben kerül sor, majd az ezt követő 8-9. napon a zigóta eléri a méhüreget és beágyazódik, majd a megtermékenyülés utáni 16. napon az embrionálódási folyamatban a bélcsíra (gastrula) fejlődési szakaszában kialakul a legelső testnyílás, az ősszáj.

## Partogenézis, autogámia
A szexuális úton szaporodó fajok esetében is előfordulhat a partogenézis vagy szűznemzés, amelynek lényege, hogy a meg nem termékenyített petesejtből is életképes utód fejlődik ki. Az utódok általában az anya klónjai, de esetenként előfordulhat, hogy csak az anya génállományának egy részét öröklik.
A szűznemzés a növény és állatvilágban is előfordul és esetenként kémiai anyagokkal, vagy elektromos impulzosokkal is ki lehet váltani a petesejt fejlődését. 2004-ben a Tomohiro Kono által vezetett japán kutatócsoport 457 sikertelen kísérlet után sikerrel olvasztott össze két (egér) petesejtet az összeolvadást normálisan megakadályozó proteinek blokkolásával. A létrejött zigótából teljesen normális egér fejlődött ki.
A megtermékenyítés során normális esetben allogámia történik, vagyis az egyik egyed petesejtjét egy másik egyed hímivarsejtje termékenyíti meg. Ettől eltér az autogámia (önmegporzás, önmegtermékenyítés), amikor mind a női, mind a hímivarsejt egyazon egyedtől származik. Erre általában a hermafrodita növények vagy férgek esetében kerül sor. Önmegporzás az ismertebb növények közül a kajszibarack, őszibarack és a birsalma esetében is előfordul.

## Fordítás
- Ez a szócikk részben vagy egészben  a   Fertilisation című angol Wikipédia-szócikk fordításán alapul.  Az eredeti cikk szerkesztőit annak laptörténete sorolja fel. Ez a jelzés csupán a megfogalmazás eredetét és a szerzői jogokat jelzi, nem szolgál a cikkben szereplő információk forrásmegjelöléseként.